# Жилберту Мораес Жуніор
Жилберту Мораес Жуніор (порт. Gilberto Moraes Júnior, нар. 7 березня 1993, Кампінас) — бразильський футболіст, захисник клубу «Баїя».

## Клубна кар'єра
Народився 7 березня 1993 року в місті Кампінас. Вихованець футбольної школи клубу «Ботафогу». 23 квітня 2011 року він дебютував в основному складі клубу, відігравши повний матч проти «Боавісти» в Лігі Каріока (2:5). У бразильській Серії A Жуніор дебютував 6 вересня 2012 року, замінивши Марсіо Асеведо на 86-й хвилині матчу проти «Крузейро» (3:1). У 2012 році він разом з командою став срібним призером Ліги Каріока, а через рік — чемпіоном цієї ліги.
У січні 2014 року Жилберту був відданий в річну оренду клубу «Інтернасьйонал» з Порту-Алегрі. Його дебют за нову команду відбувся 3 лютого 2014 року в матчі Ліги Гаушу проти «Крузейро» з Порту-Алегрі. Провівши 9 ігор і забивши 1 гол, Жилберту допоміг «Інтернасьоналу» виграти Лігу Гаушу в 2014 році. Також він зіграв 14 матчів у Серії A. На початку 2015 року Жилберту повернувся до «Ботафого», який у сезоні 2015 року грав у Серії B. Він знову допоміг команді стати срібним призером Ліги Каріока.
22 липня 2015 року Жилберту перейшов в італійську «Фіорентину», яка заплатила за нього 2 млн євро, підписавши з клубом контракт строком на п'ять років. 23 серпня 2015 року Жилберту дебютував у італійській Серії A, вийшовши у стартовому складі на матч проти «Мілана» (2:0). Так і не ставши основним гравцем, 1 лютого 2016 року бразилець був відданий в оренду італійському клубу «Верона» до кінця сезону. У новій команді Жилберту дебютував 3 лютого в матчі проти «Аталанти», замінивши на 68-й хвилині Мікеланджело Альбертацці. Втім і тут бразилець заграти не зумів, через що у другій половині 2016 року грав у Серії Б за «Латину».
31 січня 2017 року захисник повернувся на батьківщину, ставши гравцем клубу «Васко да Гама», який орендував гравця до кінця року. По завершенні оренди, 29 грудня 2017 року Жилберту залишився у Бразилії, ставши гравцем іншого місцевого клубу «Флуміненсе», теж на правах оренди. 26 грудня 2019 року бразилець підписав з клубом повноцінний контракт і наступного року виграв з командою Трофей Ріо. Жилберту забив гол у фіналі цього турніру у ворота «Фламенго» (1:1, 3:2 пен), чим зацікавив тренера суперників Жорже Жезуша, який наступного місяця перейшов на роботу в португальську «Бенфіку», запросивши з собою і гравця. З лісабонцями Жилберту підписав 5-річний контракт. Станом на 24 січня 2021 року відіграв за лісабонський клуб 11 матчів в національному чемпіонаті.

## Виступи за збірні
2014 року залучався до складу молодіжної збірної Бразилії на турнірі в Тулоні, який бразильці виграли. У 2015 році він у складі національної команди серед гравців до 23 років став бронзовим призером футбольного турніру Панамериканських ігор, що проходили в Торонто.

## Статистика виступів

### Статистика клубних виступів
| Сезон                | Команда              | Чемпіонат            | Чемпіонат | Чемпіонат | Національний кубок | Національний кубок | Національний кубок | Континентальні кубки | Континентальні кубки | Континентальні кубки | Інші змагання | Інші змагання | Інші змагання | Усього | Усього |
| Сезон                | Команда              | Ліга                 | Ігор      | Голів     | Ліга               | Ігор               | Голів              | Ліга                 | Ігор                 | Голів                | Ліга          | Ігор          | Голів         | Ігор   | Голів  |
| -------------------- | -------------------- | -------------------- | --------- | --------- | ------------------ | ------------------ | ------------------ | -------------------- | -------------------- | -------------------- | ------------- | ------------- | ------------- | ------ | ------ |
| 2011                 | «Ботафогу»           | ЛК                   | 1         | 0         |                    | -                  | -                  |                      | -                    | -                    |               | -             | -             | 1      | 0      |
| 2012                 | «Ботафогу»           | A                    | 2         | 0         |                    | -                  | -                  |                      | -                    | -                    |               | -             | -             | 2      | 0      |
| 2013                 | «Ботафогу»           | A+ЛК                 | 12+4      | 0         | КБ                 | 4                  | 0                  |                      | -                    | -                    |               | -             | -             | 20     | 0      |
| 2014                 | «Інтернасьйонал»     | A+ЛГ                 | 14+9      | 0+1       | КБ                 | 4                  | 0                  | СА                   | 1                    | 0                    |               | -             | -             | 28     | 1      |
| 2015                 | «Ботафогу»           | B+КЧ                 | 9+18      | 0+1       | КБ                 | 0                  | 0                  |                      | -                    | -                    |               | -             | -             | 27     | 1      |
| Усього за «Ботафогу» | Усього за «Ботафогу» | Усього за «Ботафогу» | 46        | 1         |                    | 4                  | 0                  |                      |                      |                      |               |               |               | 50     | 1      |
| 2015-січ. 2016       | «Фіорентина»         | A                    | 5         | 0         | КІ                 | 0                  | 0                  | ЛЄ                   | 2                    | 0                    |               | -             | -             | 7      | 0      |
| січ.-черв. 2016      | «Верона»             | A                    | 5         | 0         | КІ                 | -                  | -                  | -                    | -                    | -                    | -             | -             | -             | 5      | 0      |
| серп. 2016-січ. 2017 | «Латина»             | B                    | 9         | 0         | КІ                 | -                  | -                  | -                    | -                    | -                    | -             | -             | -             | 9      | 0      |
| 2017                 | «Васко да Гама»      | A+ЛК                 | 26+12     | 0         | КБ                 | 4                  | 0                  |                      | -                    | -                    |               | -             | -             | 42     | 0      |
| Усього за кар'єру    | Усього за кар'єру    | Усього за кар'єру    | 126       | 2         |                    | 12                 | 0                  |                      | 3                    | 0                    |               |               |               | 141    | 2      |